# Turm der Feuerwache (Scharmbeck)

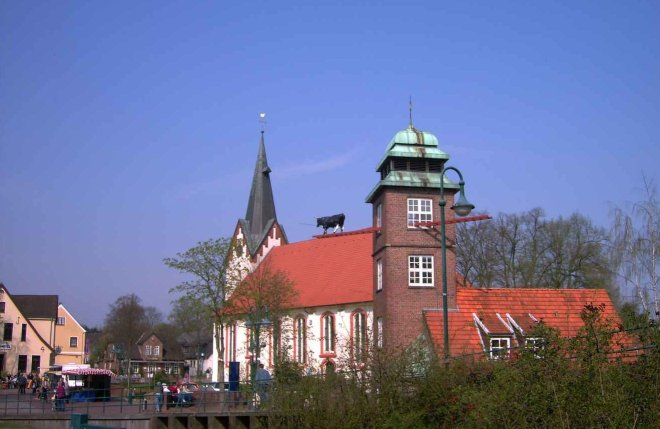
St. Willehadi, davor der Schlauchturm

Der Turm der Feuerwache westlich des Scharmbecker Baches in der niedersächsischen Stadt Osterholz-Scharmbeck, Ortsteil Scharmbeck, Hinter der Kirche 6, stammt aus dem ersten Drittel des 20. Jahrhunderts. Aktuell (2025) wird es auch von einem Restaurant genutzt.
Das Gebäude steht unter Denkmalschutz (siehe auch Liste der Baudenkmale in Osterholz-Scharmbeck).

## Geschichte und Beschreibung
Die Stadt Osterholz-Scharmbeck entstand 1927 durch den Zusammenschluss der Orte Osterholz und Scharmbeck. Auch die Freiwillige Feuerwehr vereinigte sich und hat heute sechs Ortsfeuerwehren. Am zentralen Standort in Scharmbeck wurde ein Schlauchturm als Anbau erforderlich.
Das viergeschossige quadratische und verklinkerte Gebäude mit einem weiteren offenen Dachgeschoss sowie dem geschweiften Helm in Kupferblechdeckung wurde 1926 als Schlauchturm gebaut. Der Turm ist ein markanter Punkt in der Ortssilhouette. Die Fassade erhielt rechteckige Fenster und zwei geschossteilende Gesimse. Ein Restaurant nutzt seit den 2010er Jahren Räume im und am Turm.
Das Landesdenkmalamt befand u. a.: „… beispielhafter Bau eines Schlauchturms einer Feuerwache in Ortsmitte … .“